# Preko brda i visina
Preko brda i visina je drugi studijski album hrvatskog -  bosanaskohercegovačkog pjevača Zorana Begića. Ovaj se album slovi kao Begićev najuspješniji album, s hitovima poput "Volim Hercegovinu",  "Diži kume pjesmu", "Zovem zoru" i ostalim. S ovom prvom je nastupao na Etnofestu u Neumu 2004. godine.

## Popis pjesama
| Br. | Skladba                | Autor            | Trajanje |
| --- | ---------------------- | ---------------- | -------- |
| 1.  | »Volim Hercegovinu«    | V.Petričušić     | 4:46     |
| 2.  | »Crna ženo«            | G. Ljubanić      | 2:53     |
| 3.  | »Preko brda i visina«  | M. Milosavljević | 3:21     |
| 4.  | »Tuđina«               | Z. Begić         | 3:35     |
| 5.  | »Branka«               | V.Petričušić     | 3:40     |
| 6.  | »Leti golubice bijela« | M. Filipović     | 3:58     |
| 7.  | »Lutalica«             | D. Bićanić       | 3:18     |
| 8.  | »Povedi me matičaru«   | V.Petričušić     | 3:18     |
| 9.  | »Pao mjesec u granje«  | S. Mrdak         | 2:51     |
| 10. | »Suze teku same«       | B. Košanin       | 4:02     |
| 11. | »Diži kume pjesmu«     | V.Petričušić     | 3:51     |
| 12. | »Zovem zoru«           | V.Petričušić     | 3:40     |

## Vanjske poveznice
- Preko brda i visina na službenoj stranici Zorana Begića